# Подводное течение (фильм, 2004)
«Подводное течение» (англ. Undertow, иногда используется название «Отлив») — американский фильм, вышедший на экраны в 2004 году.

## Сюжет
Крис Манн — проблемный подросток, живущий со своим отцом Джоном и младшим братом Тимом в Джорджии. Мать Криса умерла, из родственников у семьи остался лишь брат Джона, Дил Манн, находящийся в тюрьме. Вскоре после освобождения он приезжает к брату. Дил одержим старыми обидами на Джона, а также мечтает присвоить себе старинные золотые монеты, оставшиеся от своего отца, деда Криса. После очередной ссоры Дил убивает брата ножом, принадлежащим Крису, после чего пытается избавиться и от племянников, но они успевают убежать, прихватив с собой монеты.
Крис понимает, что из-за проблем с законом, которые у него уже были, в полиции могут не поверить в его версию событий, а учитывая, что орудием убийства стал его нож, и вовсе могут списать убийство на него. Братьям ничего не остаётся, кроме как бродяжничать. Но Дил не собирается упускать шанс быстро разбогатеть с помощью монет и начинает буквально по пятам преследовать племянников.

## В ролях
| Актёр            | Роль           |
| ---------------- | -------------- |
| Джейми Белл      | Крис           |
| Девон Алан       | Тим            |
| Кристен Стюарт   | Лила           |
| Джош Лукас       | Дил Манн       |
| Дермот Малруни   | Джон Манн      |
| Роберт Лонгстрит | Берн           |
| Терри Лафлин     | офицер Клейтон |

## Награды и номинации
| Год  | Кинопремия                                          | Категория                         | Номинируемый                                  | Результат |
| ---- | --------------------------------------------------- | --------------------------------- | --------------------------------------------- | --------- |
| 2004 | Награда Национального совета кинокритиков США       | Особое признание за успехи в кино |                                               | Победа    |
| 2004 | Довильский фестиваль американского кино             | Grand Special Prize               | Дэвид Гордон Грин                             | Номинация |
| 2005 | Молодой актёр                                       | Молодой актёр первого плана       | Джейми Белл                                   | Победа    |
| 2005 | Молодой актёр                                       | Молодой актёр второго плана       | Девон Алан                                    | Победа    |
| 2005 | Молодой актёр                                       | Молодая актриса второго плана     | Кристен Стюарт                                | Номинация |
| 2005 | Премия общества независимого кино Chlotrudis Awards | Лучший режиссёр                   | Дэвид Гордон Грин                             | Номинация |
| 2005 | Премия общества независимого кино Chlotrudis Awards | Лучший сценарий                   | Лингард Джерви, Джо Конуэй, Дэвид Гордон Грин | Номинация |

## Отзывы
Отзывы на фильм в основном положительные, например на Rotten Tomatoes он имеет 55 % положительных рецензий кинокритиков из 116, а на сайте Metacritic — 63 балла из 100 на основе 30 обзоров. Известный американский кинокритик Роджер Эберт на своём сайте оценил «Подводное течение» на четыре звезды.